# 보은 법주사 주서무일편 병풍
보은 법주사 주서무일편 병풍(報恩 法住寺 周書無逸篇 屛風)은 충청북도 보은군 속리산면 법주사에 있는 병풍이다. 2004년 7월 9일 충청북도의 유형문화재 제239호로 지정되었다.

## 개요
주서무일편병풍은 「경서(經書)」의 「주서무일편(周書無逸篇)」을 서사(書寫)하여 병풍으로 만든 것이다. 제작연대와 서사자는 병풍에 기록이 없어 자세히 알 수 없으나 제작연대는 영조 34년(1758) 이전으로 추정된다. 필체는 영조의 어필인 듯하며 모두 10폭이다. 글씨는 묵(墨)이 아닌 금분(金粉)으로 서사(書寫)되어 있다.
우리나라에는 일찍이 고려시대 이래로 각 시대마다 「경서(經書)」의 「주서무일편(周書無逸篇)」을 서사(書寫)하여 병풍을 만드는 사례가 많았다.
이 병풍은 「서경(書經)」의 「주서무일편(周書無逸篇)」을 옮겨 적은 것으로 제작연대는 기록이 없어 정확히 알 수 없으나 보존상태가 양호하며 글씨는 묵을 사용하지 않고 금분으로 서사(書寫)한 영조의 어필인 것으로 추정되는 조선시대의 옛 병풍으로 서예사 연구에 귀중한 자료로 평가되어 보존가치가 높다. 

## 참고 자료
- 보은 법주사 주서무일편 병풍 - 국가유산청 국가유산포털